# Dariusz Wdowczyk
Dariusz Wdowczyk (Varsavia, 25 settembre 1962) è un allenatore di calcio ed ex calciatore polacco, di ruolo terzino sinistro.

## Carriera
Ha giocato nove stagioni nella massima divisione polacca, ottenendo come miglior risultato un secondo posto (per due volte, nelle stagioni 1984-1985 e 1985-1986). Sono poi seguite cinque stagioni prive di vittorie nella massima serie scozzese con il Celtic Glasgow prima di un trasferimento per quattro stagioni nella seconda serie inglese.
Da allenatore ha vinto per due volte il campionato poalcco con due squadre diverse: Polonia Varsavia (1999-2000) e Legia Varsavia (2005-2006).

## Palmarès

### Giocatore
- Coppa di Polonia: 2

1988-1989, 1989-1990

### Allenatore
- Campionato polacco: 2

1999-2000, 2005-2006
- Coppa di Polonia: 1

2000-2001